# Олеарчик, Владислав
Владислав Роберт Олеарчик (пол. Władysław Robert Olearczyk, 8 июня 1898, Пшемысль, Австро-Венгрия — 21 февраля 1970, Цешин, Польша) — польский футболист, защитник.

## Биография
Родился 8 июня 1898 года в Пшемысле. За футбольную команду «Погонь» (Львов) выступал с 1921 по 1929 год. Играл на позиции защитника. Четыре раза получал титул чемпиона Польши. Всего за клуб провёл 70 игр и забил 2 мяча.
За национальную сборную дебютировал 23 сентября 1923 года. В Хельсинки польские футболисты уступили сборной Финляндии (3:5). Через два года провёл последний, четвёртый, матч за сборную Польши. В Кракове сильнее оказались гости, сборная Венгрии (0:2). В этом поединке участвовали девять игроков львовской «Погони» (Эмиль Герлиц, Владислав Олеарчик, Бронислав Фихтель, Кароль Ганке, Юзеф Слонецкий, Мечислав Бач, Вацлав Кухар, Юзеф Гарбень і Людвик Шабакевич) и два представителя краковской «Вислы».
Умер 21 февраля 1970 года, на 72-м году жизни, в городе Цешин.

## Достижения
- Чемпион Польши (4): 1922, 1923, 1925, 1926